# Nino Bonavolontà
Nino Bonavolontà (Roma, 1920 – Roma, 9 ottobre 2007) è stato un direttore d'orchestra e musicista italiano.

## Biografia
Figlio del compositore Giuseppe Bonavolontà e fratello minore del noto conduttore televisivo Mario Riva, si diplomò in pianoforte con Ornella Puliti Santoliquido e in composizione con Goffredo Petrassi al Conservatorio Santa Cecilia di Roma.
Durante gli anni di studio al Conservatorio si fece la fama di ottimo musicista, presentando una sua composizione jazzistica che svolgeva un tema di quattro note e che presentò suonandola a quattro mani con il compagno di corso Virgilio Savona.
Si specializzò poi al Mozarteum di Salisburgo con Herbert von Karajan.
Per sette anni diresse in Colombia il Conservatorio di Bogotà.
In seguito diresse varie orchestre a Parigi, Tokio, in Brasile e in altre località
Nel 1960 venne chiamato a dirigere l'Ente Concerti Marialisa De Carolis di Sassari, e in quell'occasione per omaggiare il compositore sardo Ennio Porrino, scomparso a settembre del 1959, mise in scena alcuni suoi lavori, l'opera L'organo di bambù e due balletti.
Nel 1962 scrisse la colonna sonora del film Un alibi per morire,  diretto da Roberto Bianchi Montero e Piero Costa.
A partire dal 1966 con l'Aida diresse varie opere rappresentate alle Terme di Caracalla.
Nel 1975 venne chiamato a dirigere il Conservatorio Giovanni Pierluigi da Palestrina di Cagliari, carica in cui rimase fino al 1990.
Al Festival Puccini di Torre del Lago diresse nel 1973 la Manon Lescaut, nel 1974 la Turandot e nel 1978 Madama Butterfly; diresse quest'ultima opera anche allo sferisterio di Macerata nello stesso anno.
Si spense all'Ospedale di San Giacomo degli Incurabili di Roma dopo una decina di giorni di ricovero

## Discografia

### Albums
- 1965 - Autori italiani contemporanei (OscarVox, M.Lov.1003; con Romolo Grano e Carmine Rizzo)
- 1977 - Musiche di autori italiani contemporanei (RCA Custom, RAL 33; con Gian Luca Tocchi e l'Orchestra Filarmonica di Roma